# Malšice
Malšice (en allemand : Malschitz) est un bourg (městys) du district de Tábor, dans la région de Bohême-du-Sud, en République tchèque. Sa population s'élevait à 1 896 habitants en 2024.

## Géographie
Malšice se trouve à 10 km au sud-ouest de Tábor, à 44 km au nord-nord-est de České Budějovice et à 80 km au sud-sud-est de Prague.
La commune est limitée par Bečice, Řepeč et Dražice au nord, par Dražičky, Slapy, Libějice, Lom, Zhoř u Tábora et Ústrašice à l'est, par Želeč, Zhoř u Tábora, Skrýchov u Malšic et Sudoměřice u Tábora au sud, et par Černýšovice, Dobronice u Bechyně et Stádlec à l'ouest.

## Histoire
La première mention écrite de la localité date de 1279.

## Galerie

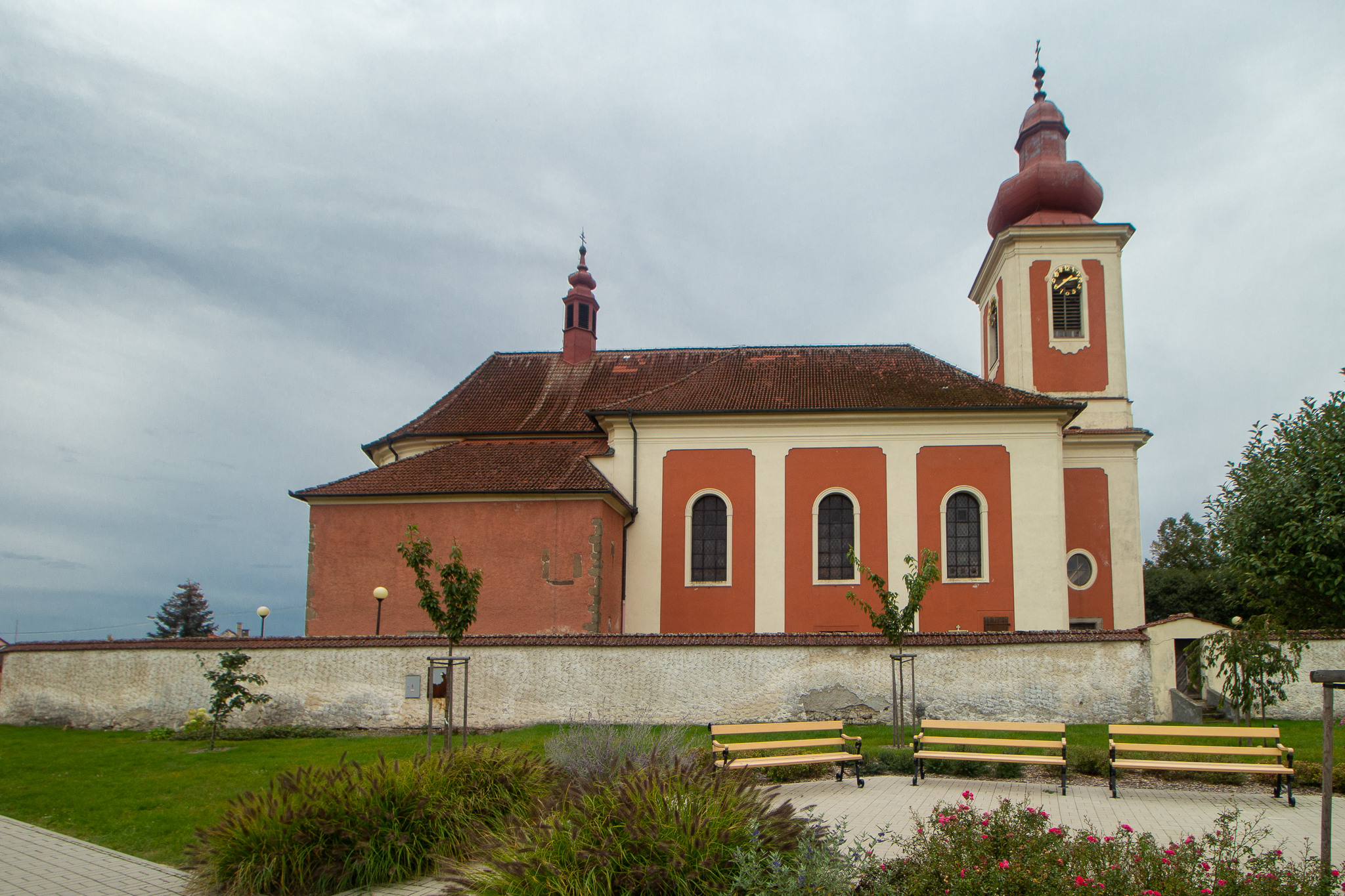
Église de la Sainte-Trinité.
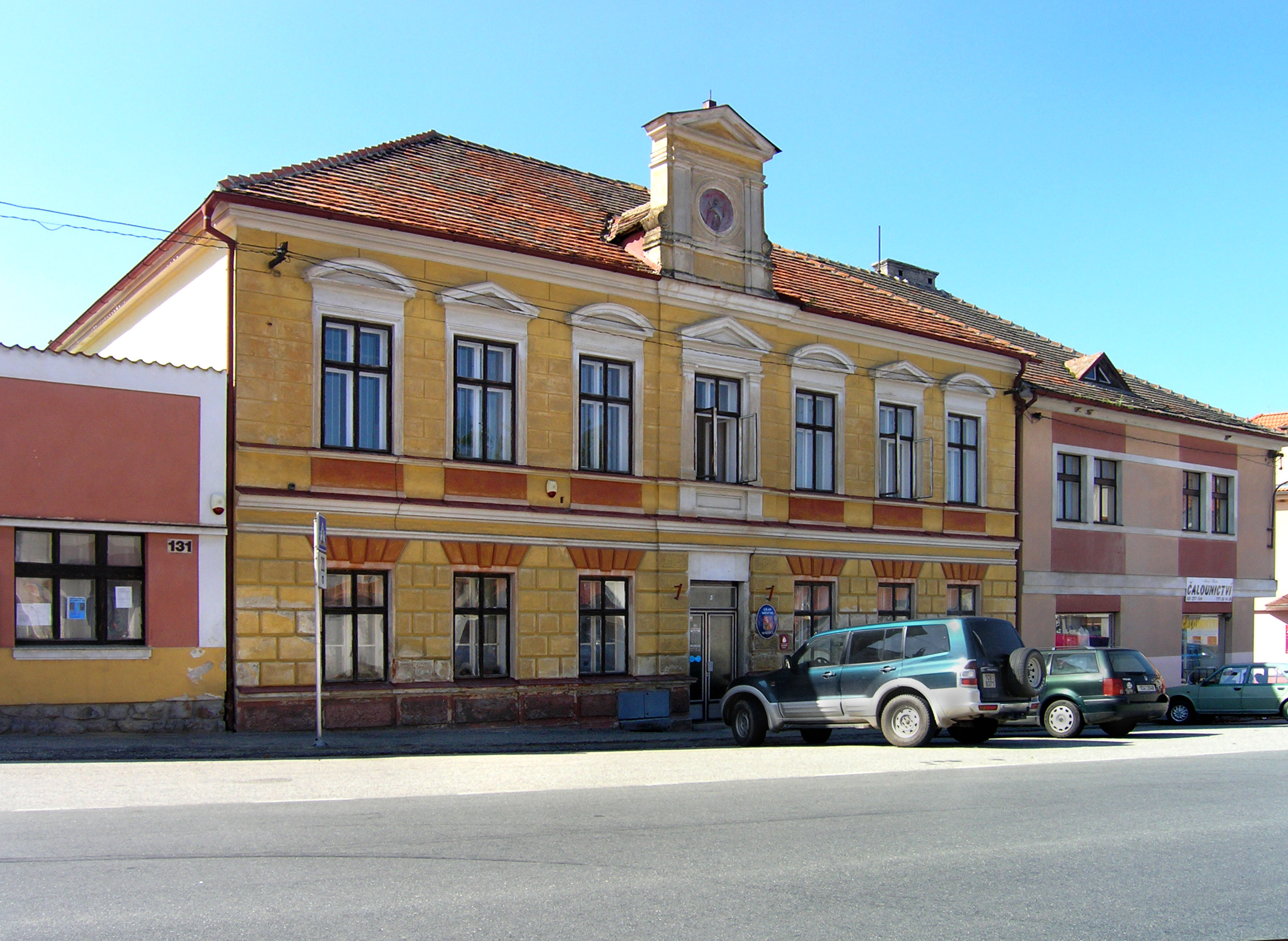
Hôtel de ville.

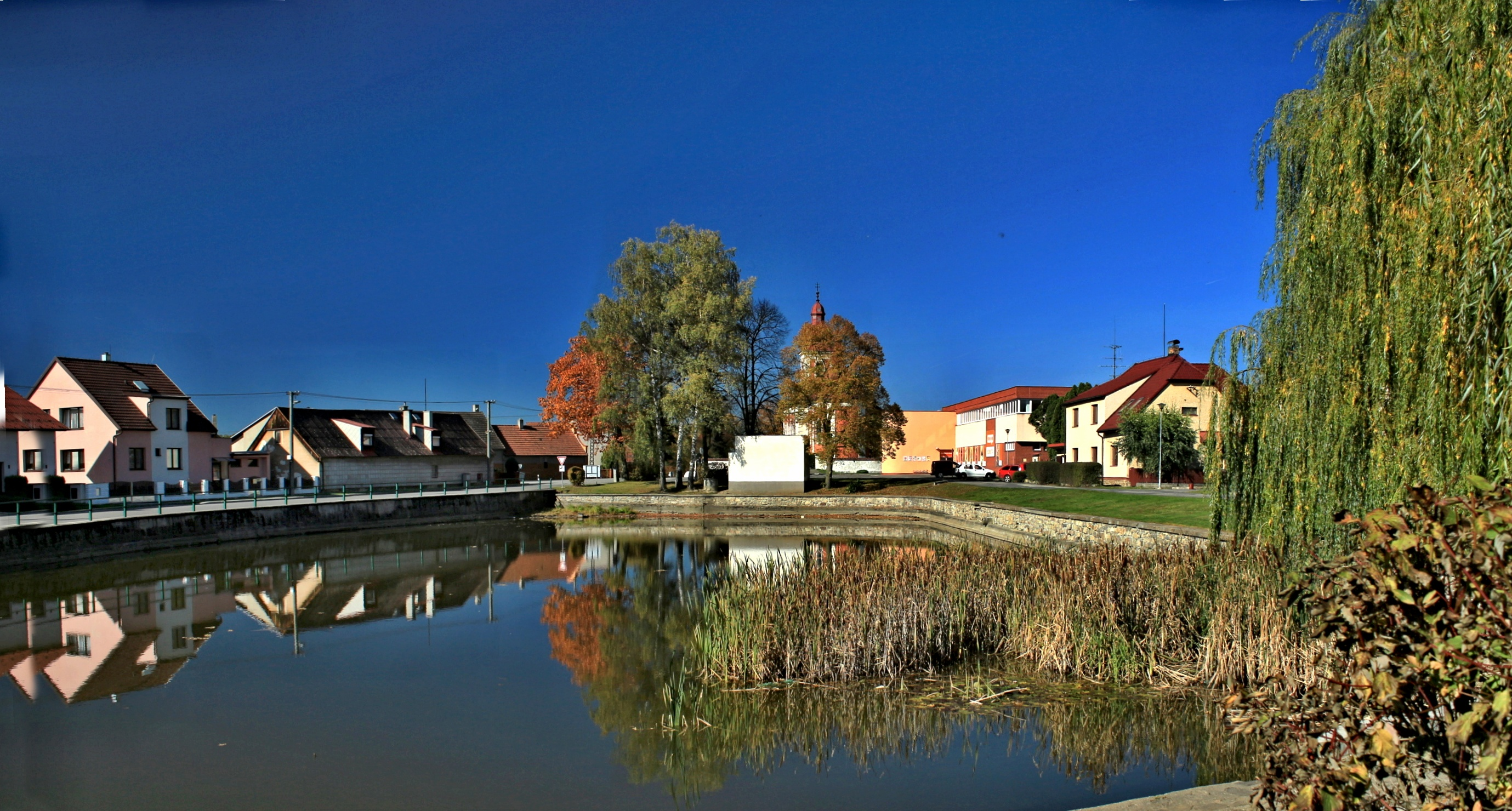
Étang à Malšice.

## Transports
Par la route, Malšice se trouve à 8,7 km de Tábor, à 57 km de České Budějovice et à 101 km de Prague.